# Yangpyeong-eup
Yangpyeong-eup (koreanska: 양평읍) är en köping i kommunen Yangpyeong-gun i provinsen Gyeonggi i den norra delen av  Sydkorea, 45 km öster om huvudstaden Seoul. Den är kommunens administrativa huvudort.